# Антон Водник
Антон Водник (28 травня 1901, Любляна, Словенія — 2 жовтня 1965, Любляна, Словенія) — видатний словенський поет, есеїст, історик мистецтва та редактор.
Антон Водник належить до поетичного покоління, що відродило експресіоністичну виразність, схильне до езотеричних роздумів і часом звертається до світу сюрреалістичних образів і сновидінь. Він був плідним ліриком містичних експресіоністичних видінь, аскетичного зречення та стриманої еротики.

## Життя
Син каменяра Антона Водника, родом із Полянської долини, та Марії Тршан із родини теслі із Запуже. У пари народилося четверо синів і одна дочка. Молодший брат Водника Франс був поетом (автор збірки «Borivec z Bogom»), літературним критиком, есеїстом і перекладачем. Працював в журналах «Dom in svet» і «Dejanje». З боку матері брати Водник були двоюрідними братами художника Стане Крегара. Антон Водник закінчив п'ять класів народної школи в Шентвиді. Восени 1912 р. він вступив до місцевої восьмикласної класичної гімназії. Це була єдина школа в Австро-Угорщині, де навчання велося словенською мовою, в усіх інших мова навчання була німецька, а словенська була щонайбільше одним із предметів. Найбільше труднощів йому складала математика, він віддав перевагу словенській, яку викладав професор Антон Брезник, видатний словенський лінгвіст. У 1914 році, на початку Першої світової війни, батька Водника мобілізували до австрійської армії, у 1916 році його привезли хворого додому, де він і помер. Водник написав вірші для його надгробка. Ситуація в сім'ї погіршилася, тому в тому ж році мати переїхала з дітьми до своєї сім'ї в Запуже.
Водника назавжди звільнили від військової служби через короткозорість. У навчальному році 1918-1919 він познайомився під час подорожі з громадсько-активною Дорою Пегам, вчителькою зі Шкоф'я-Локи; між ними зав'язався любовний зв'язок. У червні 1920 року він закінчив навчання з відзнакою та почав вивчати історію мистецтва на факультеті мистецтв нового Люблянського університету, який діяв у колишньому Державному палаці. Його головним професором протягом усього навчання був Ізидор Цанкар.
У 1925 р. став аспірантом і ассистентом. У 1927 р. під керівництвом Ізидора Цанкара захистив дисертацію про скульптора Франческо Робба, чиї роботи є важливою складовою барокового мистецтва Любляни. Через інтенсивну роботу в архівах його крихке здоров'я погіршилося. Того ж року він одружився з Дорою Пегам. Він тимчасово влаштувався на роботу в бібліотеку Освітнього товариства. Він часто відвідував кафе Любляни, де зустрічався та дискутував зі знайомими. Між католиками і лібералами виникли художньо-теоретичні суперечки, в яких брав участь і Антон Водник, але він поступово почав відходити від активного культурного життя. Після народження дочки Марії родина Водників переїхала до Шентвида. Там він прожив майже до самої смерті.
У жовтні 1965 року він помер від серцевої емболії.

### Редакторська та професійна діяльність
У навчальному році 1915-1916 Антон Водник почав друкувати вірші в рукописному віснику «Domače vaje». Виступав як декламатор та промовець на урочистостях. У навчальному році 1919 -1920 став головою культурного товариства старшокласників «Palestra», при якому також діяв літературний гурток.
У 1919 році Водник вперше опублікував свої вірші в «Dom in svet», у 1921 р. у «Ljubljanski zvon», а в 1922 р. була видана перша поетична збірка «Žalostne roke». Водник видав у 1923 році свою другу поетичну збірку «Vigilije». Обидві збірки він продавав сам. У 1922 р. вийшов друком Студентський католицький альманах, редактором якого він був. Між 1924 і 1927 роками він редагував журнал «Križ na gori» (названий на честь роману Івана Цанкара), інформаційний бюлетень неформальної групи молодих католиків, яких після цього назвали хрестоносцями. Деякі позиції в статтях журналу (зокрема, стаття Дори Пегам «Zakon kot etičen problem») викликали занепокоєння у деяких представників католицької церкви. Але занепокоєння зросло, коли деякі хрестоносці зайнялися соціально-політичною критикою, і журнал припинив видання. У 1928 році його замінив журнал «Križ», який редагував Едвард Коцбек. Водник опублікував у ньому одну статтю, оскільки перейшов на журнал «Dom in svet».
У 1931 році його затвердили редактором у Товариство католицької преси, де він відповідав за всю книжкову програму Югославської книгарні. Деякий час він також був співредактором «Dom in svet», але через ідеологічну та міжгенераційну суперечку залишив цю посаду.
Керівництво Югославської книгарні не було задоволене роботою Водника, тому його перевели до редакторів щоденної газети «Slovenec», де він також мав працювати в нічні зміни. Зі скрутного становища його врятував Фран Салешкі Фінжгар, який у 1938 році влаштував його редактором у компанію «Mohor» в Целє, де він знову зіткнувся з труднощами через свою манеру роботи, особливо тому, що його вважали лише редактором, що він вважав принизливим. Після кризи журналу «Dom in svet» у 1937 році брав участь у «Dejanje» Едварда Коцбека; він став християнським соціалістом.
Під час Другої світової війни він втратив роботу, оскільки німці конфіскували все майно компанії «Mohor» у Целє. Після медичного огляду Пенсійний інститут затвердив Водника на пенсію по інвалідності, і він забезпечував себе частковою роботою в Музичній Академії, співпрацював із Фронтом визволення (OF) а його дружина стала активісткою цієї організації. У їхній квартирі відбувалися часті таємні зустрічі активістів OF, а також кілька зустрічей лідерів OF, зокрема лідерів словенської комуністичної революції Едварда Карделя та Бориса Кідрича. Донька Водника Мар'яна, також стала активісткою та членом SKOJ («Союз комуністичної молоді Югославії»).
На початку 1942 року, в день смерті Франце Прешерна, Водник отримав літературну премію муніципалітету Любляни за збірку «Skozi vrtove». Ця премія «Прешерна» не вручалася на жодному заході, лауреату просто відправили сертифікат і грошову частину премії додому звичайною поштою. Наприкінці грудня 1942 р. італійці заарештували його за симпатії до OF і ув'язнили. Дружина Водника Дора неодноразово потрапляла до в'язниці. Після нервового зриву її відправили до неврологічної клініки, де викрили її особу та помістили в лікарню для психічно хворих на кілька місяців. Водник домігся її звільнення, але вона продовжила працювати на партизанів і знову була заарештована. Дору звільнили до кінця війни, але через ідеологічні розбіжності змусили піти у відставку. Їй дозволили викладати німецьку мову в Полянській гімназії та на економічному факультеті.
У листопаді 1945 року Міністерство освіти нової комуністичної влади призначило Водника членом редакційної колегії нового Державного видавництва Словенії. Взимку 1946 -1947 Водник став членом неформального приватного літературного гуртка «Liga lepe lenobe». У грудні 1948 року він знову почав читати історію мистецтва в Академії музики.
Хоча він допомагав комуністичній революції під час війни, він мав труднощі з виданням своєї поетичної збірки «Srebrni rog» після війни, тому вона вийшла лише в 1948 році. Критики, які були індоктринованими ідеологією нової влади та були прихильниками пропагандистського соціалістичного реалізму за радянським зразком, не змогли зрозуміти вишуканого поетичного символізму Водника. «Slovenska Matica» опублікувала його добірку «Zlati krogi» із запізненням на рік, яку проігнорували критики.
Після 1954 року він брав участь у літературних дебатах, але післявоєнна критика відкинула його поезію. У 1956 році він запропонував збірку «Glas tišine» видавництву «Obzorja», але її відхилили, і лише в 1959 році вона вийшла в «Mohorjeva družba». Згодом деякі критики змінили свої погляди й оцінили збірку позитивніше. Хвалебну рецензію опублікував Володимир Бартол у «Trieste Primorski dnevnik», а Асоціація словенських письменників під керівництвом Матея Бора відзначила її нагородою.
Антологія поезій «Sončni mlini», опублікована в 1964 році Державним видавництвом Словенії, отримала схвальні відгуки критиків, а наприкінці року літературна комісія Фонду Прешерна висунула Водника на премію, проте рада директорів проігнорувала цей вибір, що спричинило скандал під час церемонії нагородження.
Літературна діяльність
Водник почав публікувати свою поезію ще під час навчання у виданнях «Jutranja zarja» та «Domače vaje», а також в «Almanah katoliškega dijaštva» та інших журналах. Його лірика вирізняється прагненням сприймати реальність як гармонійну єдність. Краса й чистота для нього — це засоби, що допомагають людині подолати життєві труднощі поза межами мистецтва та релігії. Особливо після війни Водник розглядає красу як спосіб вирішення своїх екзистенційних питань. Його поезія відзначається високою духовністю, хоча подекуди торкається і суспільно-історичних проблем.
«Žalostne roke» (1922) — перша збірка, яка зробила його одним із провідних представників словенського католицького експресіонізму. Тематика містичного та еротичного прагнення, а також релігійної відданості.
«Viglije» (1923) — у цій збірці сильніше виражене прагнення віддалитися від реального життя та злиття з піднесеною духовною коханою — «сестрою», якій присвячено вірші без заголовків.
«Skozi vrtove» (1941) — повернення до більш конкретної тематики, поєднання християнського та пантеїстичного світогляду, використання реалістичних символів.
«Srebrni rog» (1948) — пошук примирення між мріями про світле майбутнє та трагічністю людського буття в історичній реальності. Часті мотиви міфів і легенд.
«Zlati krogi» — відхід від конкретної ліричної дійсності, повернення до теми єднання зі світлом і пантеїстичної гармонії.
«Glas tišine» — мотиви любові, поезії та смерті, символом натхнення стає Еврідіка.
«Sončni mlini» — вибрані поезії з попередніх збірок.

### Есеїстика
Антон Водник автор численних праць про літературу та мистецтво. Зокрема таких як «Zora-Luč» (1920), «Ob Župančiču» (1923), «Pesem in ti», «Umetnostni nazor J. Vidmarja» (1927), «50-letnica Sardenka» (1928), «Oton Župančič in mladina» (1928).

### Редакторська діяльність
Антон Водник був редактором гімназійного журналу «Domače vaje», а також «Almanah katoliškega dijaštva» і «Križ na gori». Співредагував з «Dom in svet», а також працював над першими випусками «Vestnik Jugoslovanske knjigarne».

## Ресурси
- Franca Buttolo, Anton Vodnik in povojna literarna kritika, JiS 1986. 152—158. v zbirki Digitalne knjižnice Slovenije.
- Buttolo Franca. «Vodnik Anton». Slovenski biografski leksikon. Ljubljana: ZRC SAZU, 2013 — prek Slovenska biografija.[1]
- Anton Vodnik. Prostor slovenske literarne kulture[2]

1. ↑  Vodnik, Anton (1901–1965) - Slovenska biografija. www.slovenska-biografija.si. Процитовано 28 лютого 2025.
2. ↑  Anton Vodnik :: Prostor slovenske literarne kulture. pslk.zrc-sazu.si. Процитовано 28 лютого 2025.